# Pneumoconiosi
La pneumoconiosi (da pneumo-, polmone, ed il vocabolo greco κόνις, kónis, polvere) è un'affezione dei polmoni provocata dall'inalazione di polveri. Il termine viene utilizzato per indicare un gruppo eterogeneo di malattie, caratterizzate da depositi di polvere e reazione del polmone e dell'organismo alla polvere.
Questo gruppo di patologie interessa particolarmente la medicina del lavoro, essendo l'esposizione professionale a polveri la più frequente causa di pneumoconiosi.

## Epidemiologia
Nel 2010, la pneumoconiosi è stata responsabile di circa 125.000 decessi.

## Eziopatogenesi

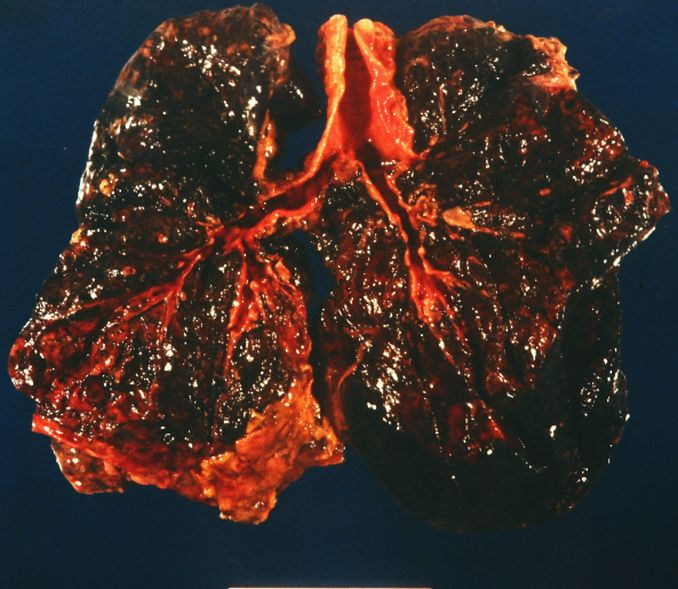
Preparato anatomico di polmoni affetti da antracosi

A seconda del tipo di polvere si definisce:
- Silicosi, causata dall'inalazione della polvere di pietre, o sabbia, contenenti silice. L'effetto patogeno della silice cristallina è molto più elevato rispetto alla silice amorfa.[1]
- Asbestosi, causata dall'amianto.
- Antracosi, altro nome della fibrosi polmonare da inalazione di carbone. È detta anche malattia del polmone nero.
- Talcosi, causata dal talco.
- Siderosi, causata dall'accumulo di polveri ferrose.
- Berilliosi, causata dal berillio.
- Smiridosi, causata dallo smeriglio.
- Hard metal lung disease (HMLD), causata dall'inalazione di particelle di metalli duri (carburo di tungsteno, cobalto, meno frequentemente tantalio, nichel, cromo e niobio).[4]
- Malattia di Shaver-Riddell, causata da polveri e fumi di alluminio o abrasivi a base di ossido di alluminio.[5]

La polvere che si deposita nei polmoni non può essere né distrutta né rimossa dal corpo, pertanto vi rimane. Silicosi ed asbestosi sono caratterizzate da intensa risposta infiammatoria con importante fibrosi polmonare (per questo definite anche "maligne"), meno rappresentate nelle pneumoconiosi da altra causa.
Le pneumopatie da inalazioni di polveri organiche (bissinosi, bagassosi, polmone dell'allevatore, polmone dell'agricoltore etc.) non sono solitamente annoverate tra le pneumoconiosi, essendo il loro meccanismo patogenetico più strettamente legato a meccanismi immunologici ed allergici rispetto all'accumulo della polvere stessa. Appartengono pertanto alla categorie delle alveoliti allergiche.

## Anatomia patologica
Le pneumoconiosi non fibrogene si riconoscono per la presenza di accumuli di polvere. Nelle pneumoconiosi fibrogene si riscontrano anomalie nodulari del parenchima di varia misura, anomalie pleuriche o anomalie aggiuntive (ispessimenti o calcificazioni).

## Clinica

### Segni e sintomi
Le fasi precoci delle pneumoconiosi sono caratterizzate da un quadro inizialmente silente o sfumato. L'esordio comprende generalmente tosse secca e stizzosa, dispnea da sforzo, rantoli alle basi polmonari. La progressione della patologia, fortemente dipendente dalla quantità e tipologia delle polveri inalate, comprende dispnea ingravescente fino all'insufficienza respiratoria. Sono riportati in letteratura episodi di pneumoconiosi acuta, con fibrosi massiva e rapida, a seguito di inalazione di grandi quantità di polveri.
Il pattern spirometrico tipico è restrittivo, con armonica riduzione dei volumi polmonari e dei flussi respiratori.
Il corredo clinico della malattia può essere accompagnato da elementi caratteristici della bronchite cronica o della tubercolosi, frequentemente associate.

### Complicanze
La storia naturale delle pneumoconiosi può essere variamente caratterizzata dalle seguenti complicanze:
- Sovrainfezione tubercolare, specialmente per la silicosi
- Bronchite cronica
- Enfisema
- Insufficienza respiratoria
- Ipertensione polmonare cronica
- Tumori dell'apparato respiratorio (specialmente per silicosi e asbestosi), con importante effetto sinergico in caso di concomitante abitudine tabagica

## Diagnosi
La diagnosi di pneumoconiosi si fonda su:
- Accurata anamnesi, con grande attenzione ai fattori di rischio lavorativi
- Esame obiettivo
- Diagnostica per immagini (radiografia del torace, tomografia computerizzata del polmone ad alta risoluzione).

I risultati degli elementi sopracitati possono essere integrati da altri esami (lavaggio bronco-alveolare, biopsia, esami ematochimici, test allergologici etc.) per la diagnosi differenziale da altre possibili interstiziopatie polmonari.

## Terapia
Non esiste al momento una terapia risolutiva per le pneumoconiosi. Gli interventi terapeutici si basano su:
- Rimozione dell'agente causativo, tramite trasferimento ad altra mansione e/o igiene del luogo di lavoro
- Astensione dal fumo di sigaretta
- Somministrazione di corticosteroidi o immunosoppressori, per rallentare la progressione fibrotica
- Riabilitazione respiratoria
- Ossigenoterapia, nei casi di insufficienza respiratoria
- Trapianto di polmone, negli stadi più avanzati